# 邵武路
邵武路，元朝时设置的路。
北宋太平兴国五年（980年），分建州设置邵武军，包括今福建省邵武市、光泽县、泰宁县、建宁县等地。元朝改为邵武路，治所在邵武县（今福建省邵武市）。因地势险要，号称“铁邵武”。有铜矿、铁矿。明朝改为邵武府。